# Pedro Pierluisi Urrutia
Pedro Rafael Pierluisi Urrutia (San Juan, 26 d'abril de 1959) és un advocat i polític porto-riqueny afiliat amb el Partit Nou Progressista (PNP) i amb el Partit Democràtic dels Estats Units. Del 2009 al 2017 fou el Comissionat Resident de Puerto Rico al Congrés dels Estats Units.

## Biografia
Va estudiar al Col·legi Marista de Guaynabo, graduant-se el 1977. El 1981, va obtenir un Bachelor of Arts en Història americana a la Universitat de Tulane i, el 1984, un grau de Juris Doctor a la Universitat George Washington. Fou el President de l'Associació d'Estudiants a favor de l'estatidat de Puerto Rico a la Universitat Tulane. El 1982-1983, fou el President de la Societat Universitària de dret Internacional George Washington. Durant els seus estudis a la Universitat de George Washington, Pierluisi treballà com a interí en la oficina congressional del llavors Comissionat Resident de Puerto Rico Baltasar Corrada del Río.
Pierluisi exercí com a advocat privat a Washington DC des de 1984 fins a 1990. Fou un dels principals advocats representant el govern de Perú en el plet contra els germans Hunt per tractar d'acaparar el mercat de la plata a la fi de 1970. La demanda va donar lloc a una indemnització de $180 milions per danys pel demandant. Després va exercir l'advocacia a Puerto Rico des de 1990 fins a 1993. Pierluisi està casat amb María Elena Carrión amb qui té tres fills, Anthony, Michael, i Rafael, i una filla, Jacqueline.

## Carrera política
De 1993 a 1996 fou Secretari de Justicia de Puerto Rico amb el governador Pedro Rosselló. El 2008 va guanyar les primàries del PNP com a candidat a Comissionat Resident juntament amb el llavors Comissari Resident i candidat a governador de Puerto Rico, Luis Fortuño. En les eleccions del 4 de novembre de 2008, va guanyar el lloc de Comissionat Resident de Puerto Rico amb mes del 53% dels vots. Va jurar el càrrec el 6 de gener de 2009 davant la portaveu del Congrés Nancy Pelosi. Obtingué el major nombre de vots en les eleccions generals de 2012, quan va ser reelegit per a un segon mandat de quatre anys. Fou el 254è congressista amb més antiguitat al Congrés dels EUA.
És membre del Partit Nou Progressista de Puerto Rico que defensa l'estatidat pel territori de l'illa. El 2008, Pierluisi i el governador Luis Fortuño van obtenir el marge més gran de victòria a Puerto Rico des de feia 44 anys obtenint un mandat amb més d'un milió de vots.
El 6 de novembre de 2012, va celebrar un referèndum dins Puerto Rico sobre l'estatus polític de l'illa. El 54% de votants de Puerto Rico van expressar el seu desig de canviar l'estat polític actual de l'illa (Estat Lliure Associat, territori no incorporat dels EUA). D'aquests, un 61% va triar l'estatidat per Puerto Rico. El 15 de maig de 2013, Pierluisi va presentar una proposta de llei per admetre Puerto Rico com a estat.
El juliol de 2019, va ser nomenat Secretari d'Estat interí de Puerto Rico, i va assumir el càrrec de governador el 2 d'agost de 2019 després de la dimissió de Ricardo Rosselló. El 5 d'agost de 2019, el Senat de Puerto Rico va presentar una demanda contra el seu nomenament com a governador i dos dies després, el 7 d'agost el Tribunal Suprem de Puerto Rico va dictaminar que Pierluisi va ser jurar el càrrec de forma inconstitucional i el va destituir, sent substituït per Wanda Vázquez Garced, la secretària de justícia.
El 2 de gener de 2021, Pierluisi va ser investit. hi va haver una cerimònia privada en què va ser investit per la jutgessa en cap del Tribunal Suprem, Maite Oronoz Rodríguez. A continuació, es va celebrar una controvertida cerimònia pública a la banda nord del Capitoli de Puerto Rico, on Pierluisi va prestar el jurament públic davant 400 convidats durant la pandèmia COVID-19 i va pronunciar el seu discurs inaugural.
El febrer de 2021, Pedro Pierluisi va dir que el Congrés estava "moralment obligat" a respondre al referèndum de l'any passat.
El 15 de març de 2021, Pedro Pierluisi va indicar que l'estat d’emergència relacionat amb el transport marítim des de l’illa principal fins a Vieques i Culebra romandria vigent fins al 2022, quan es privatitzaria el sistema de transport de ferri. Després de les protestes grupals contra el servei de ferri inadequat, que va provocar enfrontaments entre policies i manifestants, Pedro Pierluisi va dir que donava suport a les accions de les "Fuerzas Unidas de Rapida Acción", la branca local de les forces de seguretat implicades en la manifestació.
El 20 de març de 2022, durant l'assemblea general del Partit Nou Progressista, el governador Pedro Pierluisi va anunciar que es presentaria a un segon mandat. En una entrevista el 28 d'agost de 2022, va reafirmar a la premsa que, de fet, tornaria a presentar-se..
El febrer de 2023, Pedro Pierluisi va demanar davant el Senat a Washington D.C. que els Estats Units d'Amèrica aprovés el projecte de llei que preveu una consulta electoral a Puerto Rico entre les opcions d'estatisme nord-americà, independència o independència en lliure associació amb els Estats Units. d'Amèrica. Arxivat 2023-03-04 a Wayback Machine..